# Éliane Savelli
Pour les articles homonymes, voir Savelli (homonymie).
Éliane Savelli-Perret, née le 17 octobre 1929 à Marseille, est une joueuse française de basket-ball.

## Biographie
Éliane Savelli évolue au SMUC ainsi qu'à Charleville-Mézières.
Elle dispute les Jeux mondiaux universitaires de 1949 à Budapest.

## Palmarès

### Sélection nationale
Championnat du monde
- Médaille de bronze du Championnat du monde 1953 au Chili

Championnat d'Europe
- 4e du Championnat d'Europe 1950 en Hongrie
- 6e du Championnat d'Europe 1954 en Yougoslavie
- 7e du Championnat d'Europe 1952 en URSS

Autres
- Début en Équipe de France le 3 décembre 1949 à Bruxelles contre l'Équipe de Belgique
- Dernière sélection le 20 mars 1955 à Paris contre l'Équipe de Bulgarie[2]

## Distinctions personnelles
- Médaille de la jeunesse, des sports et de l'engagement associatif, argent[2]